# Argus (album)
Argus è il terzo album in studio del gruppo rock inglese Wishbone Ash, pubblicato nel 1972.

## Tracce
Side 1
1. Time Was - 9:42
2. Sometime World - 6:55
3. Blowin' Free - 5:18

Side 2
1. The King Will Come - 7:06
2. Leaf and Stream - 3:55
3. Warrior - 5:53
4. Throw Down the Sword - 5:55

## Formazione
- Andy Powell - chitarra, voce
- Ted Turner - chitarra, voce
- Martin Turner - basso, voce
- Steve Upton - batteria